# Helyett
Jacques Anquetil com o maillot do Helyett no Tour de France de 1961
A equipa ciclista Helyett-Hutchinson, foi um equipa ciclista francêsa de ciclismo profissional sobre estrada, activo entre 1932 e 1961, patrocinada por Helyett, uma empresa francesa de construção de bicicletas.

## História
A 29 de junho de 1956, Jacques Anquetil, corredor da Helyett, conseguiu o recorde da hora no Velódromo Vigorelli de Milão.

## Corredor melhor classificado nas Grandes Voltas
| Ano  | Giro d'Italia        | Tour de France | Volta a Espanha |
| ---- | -------------------- | -------------- | --------------- |
| 1932 | -                    | -              | X               |
| 1933 | -                    | -              | X               |
| 1934 | -                    | -              | X               |
| 1935 | -                    | -              | -               |
| 1936 | -                    | -              | -               |
| 1937 | -                    | -              | X               |
| 1938 | -                    | -              | X               |
| 1939 | -                    | -              | X               |
| 1940 | -                    | X              | X               |
| 1941 | X                    | X              | -               |
| 1942 | X                    | X              | -               |
| 1943 | X                    | X              | X               |
| 1944 | X                    | X              | X               |
| 1945 | X                    | X              | -               |
| 1946 | -                    | X              | -               |
| 1947 | -                    | -              | -               |
| 1948 | -                    | -              | -               |
| 1949 | -                    | -              | X               |
| 1950 | -                    | -              | -               |
| 1951 | -                    | -              | X               |
| 1952 | -                    | -              | X               |
| 1953 | -                    | -              | X               |
| 1954 | -                    | -              | X               |
| 1955 | -                    | -              | -               |
| 1956 | -                    | -              | -               |
| 1957 | -                    | -              | -               |
| 1958 | -                    | -              | -               |
| 1959 | 2.º Jacques Anquetil | -              | -               |
| 1960 | 1.º Jacques Anquetil | -              | -               |
| 1961 | 2.º Jacques Anquetil | -              | -               |

## Principais resultados
- Liège-Bastogne-Liège: Alfons Deloor 1938), Richard Depoorter (1943)
- Giro de Lombardía: André Darrigade (1956)
- Paris-Nice: René Vietto (1935) Jacques Anquetil (1957 e 1961), Jean Graczyk (1959)
- Critérium du Dauphiné: Nello Lauredi (1950 e 1951)
- Critérium Internacional: Jacques Anquetil (1961)
- Tour du Sud-Est: Jean Graczyk  (1957)
- Volta à Romandia: Louis Rostollan (1961)
- Quatro Dias de Dunquerque: Jacques Anquetil (1958 e 1959)
- Volta a Bélgica: François Neuville (1938), Joseph Somers (1939)
- Tour de Champagne: Louis Rostollan (1961)
- Tour de Picardie: Joseph Thomin (1958)
- Giro di Sardegna: Jo De Roo (1960)

### Carreiras por etapas
- Grande Prêmio do Tour de France 1943 :  Joseph Goutorbe

### Balanço sobre as grandes voltas
- Tour de France
  - Classificação geral 1961 : Jacques Anquetil
  - Vitórias de etapas
    - 2 em 1935 : René Vietto
    - 2 em 1936 : Jean-Marie Goasmat, Léon Level
    - 2 em 1937 : Leio Amberg
    - 1 em 1939 : Pierre Gallien
    - 4 em 1957 : Jacques Anquetil
    - 2 em 1961 : Jacques Anquetil

- Giro d'Italia
  - Classificação geral 1960 : Jacques Anquetil
  - Vitórias de etapas
    - 2 em 1959 : Jacques Anquetil
    - 2 em 1960 : Jacques Anquetil

- Volta a Espanha
  - Vitórias de etapas
    - 2 em 1958 : Jean Graczyk

## Efectivos
1932
- Joseph Mauclair

1933
- Camille Foucaux
- Louis Minardi

1934
- Adrien Buttafocchi
- Jean Bidot
- Marcel Bidot
- Lucien Lauk
- Raoul Lesueur

1935
- Jean Bidot
- Marcel Bidot
- Léon Level
- Lucien Lauk
- Raoul Lesueur
- Joseph Mauclair
- Louis Minardi
- René Vietto
- Jean Wauters
- Robert Dorgebray

1936
- Jean Bidot
- Marcel Bidot
- Pierre Gallien
- Raoul Lesueur
- Léon Level
- Joseph Mauclair
- René Vietto
- Jean Wauters

1937 
- Pierre Gallien
- Jean-Marie Goasmat
- Auguste Mallet
- Joseph Mauclair
- Raoul Lesueur
- Léon Level
- Robert Oubron
- René Vietto
- Jean Wauters

1938
- Adolf Braeckeveldt
- Pierre Gallien
- Jean-Marie Goasmat
- Léon Le Calvez
- Léon Level
- Raoul Lesueur
- Auguste Mallet
- Joseph Mauclair
- Robert Oubron
- René Vietto

1939
- Adolf Braeckeveldt
- Albertin Disseaux
- Pierre Gallien
- Jean-Marie Goasmat
- Léon Le Calvez
- Armand Le Moal
- Raoul Lesueur
- Léon Level
- Auguste Mallet
- Robert Oubron
- René Vietto

1940 
- Jean-Marie Goasmat
- Léon Level
- Raoul Lesueur
- Auguste Mallet
- Robert Oubron
- René Vietto

1941
- Jean-Marie Goasmat
- Léon Level
- Auguste Mallet
- Robert Oubron
- René Vietto

1942
- Albertin Disseaux
- Dante Gianello
- Joseph Goutorbe
- Raoul Lesueur
- Auguste Mallet
- René Vietto

1943
- Georges Claes
- Albertin Disseaux
- Joseph Goutorbe
- Georges Lachat
- Raoul Lesueur
- Edward Van Dyck
- René Vietto

1944
- René Vietto

1956
- Jacques Anquetil

1961
- - Jacques Anquetil